# Проспект Перемоги (район)
Перемо́ги (крим. Peremoğı), також Воронцо́вський, Воронцо́вка — район по однойменному проспекту у складі Нахімівського району міста Севастополь.
Основні вулиці: Проспект Перемоги, Семипалатинська, Актюбінська вулиця.
В районі знаходиться Воронцовський ринок.